# Edificio de Servicios Múltiples Municipales (Málaga)
El Edificio Múltiple de Servicios Municipales es una construcción de arquitectura moderna situada en el distrito Centro de la ciudad española de Málaga.

## Características
Inaugurado en el año 2011, se trata de un edificio sede de diferentes instalaciones del Ayuntamiento de Málaga, que alberga la Gerencia Municipal de Urbanismo, la Concejalía de Turismo o la Oficina Municipal de Información al Consumidor (OMIC), entre otros servicios.
El edificio levantado en dos volúmenes a diferentes alturas y planta común, posee un recubrimiento de fachada a base de lamas de vidrio móviles.